# Nazionale italiana cantanti

La seconda formazione della nazionale cantanti il 2 ottobre 1975; in piedi da sinistra: Mogol, Gian Pieretti, Paki Canzi de I Nuovi Angeli, Don Backy, Lucio Battisti, Gianni Morandi, Paolo Mengoli. Accosciati: Oscar Prudente, Il Guardiano del Faro, Fausto Leali, Renato Sabbioni de I Nuovi Angeli, Tony Cicco.

La nazionale italiana cantanti è una squadra di calcio formata da cantanti italofoni e altri artisti italiani del mondo dello spettacolo, fondata nel 1981.

## Storia
La prima formazione era composta da Mogol, Gianni Morandi, Andrea Mingardi, Riccardo Fogli, Umberto Tozzi, Pupo, Paolo Mengoli, Pino D'Angiò, Gianni Bella, Sandro Giacobbe e Oscar Prudente. 
Promotore dell'iniziativa fu l'autore di testi e discografico Mogol, che si era basato su precedenti esperienze di azioni e incontri sportivi finalizzati alla solidarietà.
In realtà vi erano già state in precedenza alcune partite della nazionale cantanti: la prima avvenne nel 1969, includendo tra i giocatori Paolo Mengoli, che sarà una presenza costante anche negli anni successivi, fino a diventare l'artista ad aver giocato più partite in assoluto con la squadra.
Un'altra partita venne giocata contro la Nazionale Attori il 2 ottobre 1975 (tra i cantanti vi era anche Lucio Battisti, in quella che fu la sua unica partecipazione alla squadra), ma si era trattato di un caso isolato che non ebbe seguito negli anni successivi.
Il funzionamento della nazionale cantanti è del tutto simile a quello dei club calcistici, sebbene sia interamente finalizzato al finanziamento di progetti di aiuto. Dapprima costituita in associazione (6 giugno 1987: Associazione Nazionale Italiana Cantanti per aiutare i bambini che soffrono), dal 1996 ha il riconoscimento della Presidenza del Consiglio e dal 1º gennaio 2000 la nazionale è una ONLUS.
Molte delle iniziative della nazionale cantanti sono conosciute anche all'estero: l'associazione collabora attivamente con la Croce Rossa Italiana e organizza annualmente l'appuntamento con la Partita del cuore.
Il 16 ottobre 2002, la nazionale italiana cantanti fu nominata Ambasciatrice di buona volontà dell'Organizzazione delle Nazioni Unite per l'Alimentazione e l'Agricoltura, la FAO.
Dal 2020 la carica di presidente è ricoperta da Enrico Ruggeri. In precedenza la carica era stata ricoperta da Mogol, Gianni Morandi, Eros Ramazzotti, lo stesso Enrico Ruggeri, Pupo, Luca Barbarossa e Paolo Belli.
Alcuni cantanti della nazionale sono stati anche autori allo Zecchino d'Oro: Sandro Giacobbe, Pupo, Riccardo Fogli, Andrea Mingardi, Enrico Ruggeri, Paolo Belli, Claudio Baglioni, Marco Masini, Paolo Vallesi.

## Organico
Fonte: sito ufficiale della nazionale italiana Cantanti
- Andrea Maestrelli 1
- Antonio Maggio 3
- Antonio Mezzancella 4
- Gabry Ponte 4
- Benji 5
- Boosta 6
- Bugo 7
- Dani Faiv 5
- Briga 8
- Claudio Baglioni 9
- Clementino 10
- Daniele Incicco dei La Rua 12
- Enrico Ruggeri 13
- Ermal Meta 14
- Eros Ramazzotti 15
- Fabrizio Moro 16
- Federico Rossi di Benji & Fede 17
- Francesco Guasti 20
- Gianluca Ginoble de Il Volo 24
- Gianni Morandi 25
- Gigi D'Alessio 27
- Gino Latino 28
- Ignazio Boschetto de Il Volo 28
- Luca Barbarossa 29
- Luca Zingaretti 31
- Marco Filadelfia 32
- Marco Ligabue 33
- Marco Masini 34
- Marco Morandi 35
- Massimo Morini dei Buio Pesto 36
- Mogol
- Moreno 37
- Neffa 38
- Neri Marcorè 39
- Niccolò Fabi 40
- Paolo Belli 41
- Paolo Vallesi 42
- Pierdavide Carone 43
- Piero Barone de Il Volo 44
- Pupo 46
- Raoul Bova 46
- Riccardo Fogli 47
- Rocco Hunt 48
- Tommaso Cerasuolo dei Perturbazione 49
- Vincenzo Capua 50
- Giorgio Bocola 22 CAPITANO
- Max Pezzali 11
- Nicola Cedro 30
- Umberto Tozzi 31

## Allenatori
- Pino D'Angiò (1992-1998)
- Umberto Tozzi (1998-2005)
- Sandro Giacobbe (2005-2013, dal 2025)
- Gianni Morandi (2013-2017)
- Alfredo Tognetti (2017-2024)
- Al Bano (2024-2025)

## Cantanti calciatori con più di 100 presenze
Statistiche aggiornate al 6 luglio 2022:
- Paolo Mengoli: 440 presenze
- Sandro Giacobbe: 375 presenze e 4 reti
- Gianni Morandi: 340 presenze e 54 reti
- Mogol: 296 presenze e 33 reti
- Andrea Mingardi: 272 presenze e 40 reti
- Enrico Ruggeri: 262 presenze e 104 reti
- Luca Barbarossa: 271 presenze e 226 reti
- Pupo: 236 presenze e 25 reti
- Eros Ramazzotti: 223 presenze e 128 reti
- Riccardo Fogli: 212 presenze e 5 reti
- Paolo Vallesi: 190 presenze e 8 reti
- Paolo Belli: 183 presenze e 25 reti
- Luigi Schiavone: 143 presenze e 2 reti
- Gianni Bella: 131 presenze e 21 reti
- Biagio Antonacci: 101 presenze e 29 reti
- Giorgio Bocola: 102 presenze e 30 reti
- Nicola Cedro: 103 presenze e 31 reti
- Max Pezzali: 104 presenze e 32 reti
- Umberto Tozzi: 105 presenze e 33 reti